# Nagareyama Challenger 1982
Il Nagareyama Challenger 1982 è stato un torneo di tennis facente parte della categoria ATP Challenger Series nell'ambito dell'ATP Challenger Series 1982. Il torneo si è giocato a Nagareyama in Giappone dal 21 al 27 aprile 1982 su campi in cemento.

## Vincitori

### Singolare
Russell Simpson ha battuto in finale  Charles Buzz Strode con il punteggio di 6–3, 6–7, 7–5

### Doppio
Charles Buzz Strode /  Morris Skip Strode hanno battuto in finale  Sashi Menon /  Walter Redondo con il punteggio di 4–6, 6–1, 6–4